# Emily Greene Balch

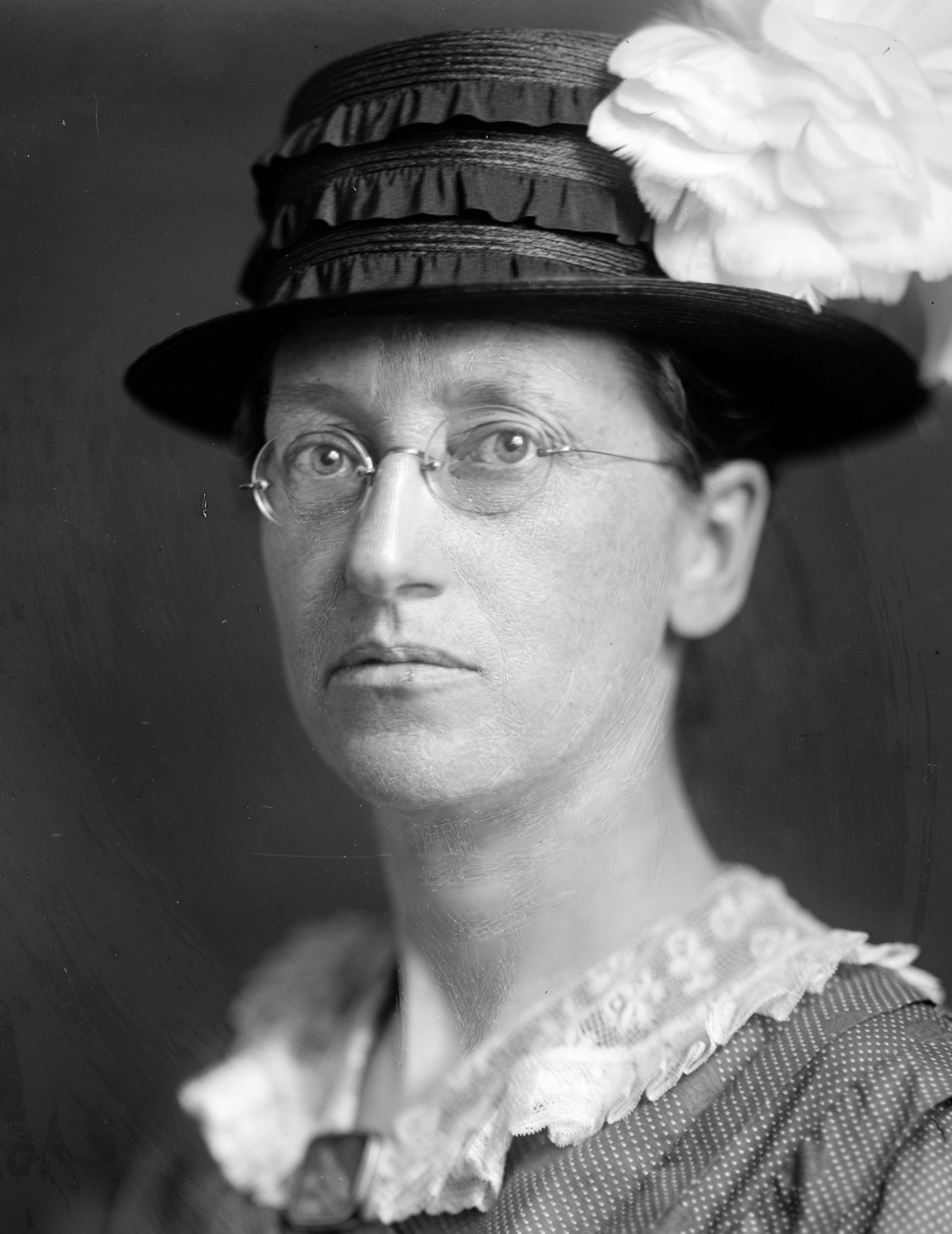

Emily Greene Balch (8.1.1867 – 9.1.1961) là một nhà văn, nhà giáo dục người Mỹ và là người theo chủ nghĩa hòa bình. Bà đã được nhận giải Nobel Hòa bình năm 1946 (chung với John Mott), cho việc làm của bà trong Liên đoàn Phụ nữ quốc tế vì Hòa bình và Tự do (Women's International League for Peace and Freedom) (WILPF).
Bà sinh tại Jamaica Plain, một vùng phụ cận Boston, trong một gia đình giàu có. Bà là một trong số các người đầu tiên tốt nghiệp trường Bryn Mawr College năm 1889 và tiếp tục học kinh tế học và xã hội học ở Hoa Kỳ và châu Âu. Năm 1896, bà giảng dạy ở phân khoa của trường Wellesley College, và năm 1913 trở thành giáo sư môn kinh tế học và xã hội học.
Trong Chiến tranh thế giới thứ nhất, bà đã giúp việc thành lập "Liên đoàn Phụ nữ quốc tế vì Hòa bình và Tự do", và đấu tranh chống việc Hoa Kỳ tham dự vào Chiến tranh thế giới thứ nhất.
Khi trường Wellesley chấm dứt hợp đồng giảng dạy với bà vì những hoạt động cho hòa bình, bà làm chủ bút tuần báo The Nation, một tạp chí tin tức nổi tiếng có xu hướng tự do, đồng thời làm thư ký cho Liên đoàn Phụ nữ quốc tế vì Hòa bình và Tự do (một thời hạn thứ hai năm 1934 không hưởng lương trong 1 năm rưỡi). Bà cũng làm nhiều việc cho Hội Quốc Liên.
Về tôn giáo Balch từ bỏ thuyết Nhất thể (Unitarianism), cải sang theo giáo phái Quaker năm 1921. Bà chưa bao giờ kết hôn.
Bà từ trần ngày hôm sau sinh nhật thứ 94 của mình.